# 張志龍 (光緒進士)
張志龍，江西省撫州府臨川縣人，清朝政治人物。進士出身。
光緒二年（1876年），參加丙子恩科會試，得貢士第59名。殿試登進士2甲第92名。同年五月（6月3日），經吏部掣簽，授即用知縣。